# Якшич, Джура (дирижёр)
Джура Якшич (серб. Ђура Јакшић; 30 апреля 1924, Карловац, Королевство сербов, хорватов и словенцев — 1 июля 1991, Белград, Социалистическая Федеративная Республика Югославия) — сербский дирижёр, музыкально-общественный деятель и музыкальный критик.

## Биография
Родился в 1924 году в Карловаце.
В 1945-1948 годах учился у П. Дедечека и А. Климы по классу дирижировании в консерватории, у Й. Хуттера в университете в Праге по классу музыковедения и у Ф. Зауна в Музыкальной академии в Загребе, где окончил аспирантуру в 1949 году.
С 1950 года работал в Белграде. Дирижировал симфоническим и камерным оркестрами радио в 1950-1952 годах и филармоническим оркестром в 1952-1965 годах, а также камерным ансамблем «Pro musica» с 1967 года.
Работал директором средней музыкальной школы «Йосип Славенский» с 1966 года, с конца 1970-х годов — директором оперного театра.
Писал музыкально-критические статьи для югославских и зарубежных музыкальных журналов.
С 1964 года работал главным редактором журнала «Pro musica».
Был президентом сербского общества музыкантов-исполнителей.
Умер в 1991 году в Белграде.